# 藝林黃鵪菜
艺林黄鹤菜（学名：Youngia yilingii）为菊科黄鹌菜属下的一个种。

## 扩展阅读
- 維基物種上的相關：艺林黄鹤菜